# معشوقه جینکس
معشوقه جینکس (کره‌ای: 징크스의 연인) یک مجموعه تلویزیونی محصول کره جنوبی سال ۲۰۲۲ با بازی سوهیون، نا این وو، جون کوانگ ریول و یون جی هه است. این مجموعه بر پایه وب‌تونی در کاکائو وب‌تون با همین نام به نویسندگی هان جی هه و تصویرگری گو سول است. این مجموعه از ۱۵ ژوئن تا ۴ اوت ۲۰۲۲، روزهای چهارشنبه و پنجشنبه ساعت ۲۱:۵۰ (کی‌اس‌تی) از کی‌بی‌اس۲ برای ۱۶ قسمت پخش شد. معشوقه جینکس همچنین برای استریم در آی‌چی‌یی در مناطق منتخب قابل دسترسی است.